# 曾宪植
曾宪植（1910年1月23日—1989年10月11日），湖南双峰人，中国军人、政治人物。曾国藩弟弟曾国荃之玄孙女，曾昭和之女，叶剑英第三任妻子，叶选宁之母，曾任全国妇联副主席。

## 生平
曾宪植是湖南省雙峰縣荷葉鎮人。出身显赫，十五岁考入湖南省立第一女子师范学校，1926年入中央军事政治学校武汉分校女生队，参加國民革命軍北伐。
1927年和叶剑英结婚，1928年加入中国共产党。1938年生叶选宁。抗日战争后期，给邓颖超作过秘书。1954年，当选第一届全国人民代表大会代表。文化大革命时，曾宪植在河北省衡水县疙瘩头村的五七幹校。
1975年，叶选宁到衡水去看曾宪植，見曾宪植憔悴不堪，遂以左手寫信給毛泽东，請求讓曾宪植去看病。毛看完信，当即批示：“似应同意他的请求，请恩来同志予以安排。”在周恩来安排下，曾宪植回到北京。
1978年9月，在第四次全国妇女代表大会上当选为全国妇联副主席，并担任妇联党组副书记。1982年退居二线。1989年10月在北京病逝。